# 다문화교육
다문화 교육 (Multicultural education)은 다양한 문화적 배경을 가진 학생들에게 공평한 교육적 기회를 제공하는 교육이다.

## 개념의 변천사

### 혼혈
혼혈(混血, 영어: multiracial, mixed-race)은 인종이나 민족이 다른 양친 사이에서 2세가 태어나는 것을 말하며, 태어난 2세를 혼혈 또는 혼혈아라고 한다. 혼혈의 다른 표현으로, 동물 사이의 교잡종을 뜻하는 튀기라는 말이 사용되기도 하지만, 차별적 느낌을 줄 수도 있다. 한편, 혼혈이라는 단어도 인종차별적 느낌을 준다는 지적에 따라, 현재 대한민국에서는, 혼혈가정 대신 다문화 가정이라 순화하여 사용한다. 크게는 일제로부터 독립 이후 한국에 거주한 미군 남성과 한국 여성 사이에서 출생한 ‘주둔지 혼혈인’ 집단과 1990년대 이후 노동과 결혼을 목적으로 이주한 아시아인과 한국인 사이에서 출생한 ‘국제결혼가족의 자녀’로 나뉜다. 이들은 법적으로는 완전한 한국인이지만, 혼혈이라는 단어는 본질적으로 순혈과 혼혈을 구분함으로써 차별적 사고를 야기한다.

### 온누리안
2006년 전라북도 교육청이 공모를 통해 ‘온누리안’을 제안했으나 작위적이고 공감대 형성에 실패하였다.

### 다문화가정 자녀
2006년 4월 교육부에서 처음 사용하였으며, 2007년 1월 국회에서 ‘다문화가족 지원법’ 공청회를 개최하였다.일반적으로 우리와 다른 민족 또는 다른 문화적 배경을 가진 사람들이 포함된 가정의 자녀를 지칭하며, 공교육의 대상인 미성년자만 가리킨다. ‘다문화가정 자녀’라는 개념은 혼혈을 차별하지 말아야 할 당위성을 분명하게 했지만, 이 같은 당위성을 담아낼 적절한 인식까지 신장시키지는 못하고 있다. 다시 말해, 이와 같은 개념은 차별적 표현에서 중립적 표현으로 전환되었다는 데 의의가 있지만, 아직까지 해결되지 않은 다음과 같은 한계가 있다.
- 엄밀한 의미에서 같은 나라 출신 이주노동자 부부 사이의 자녀, 북한이탈 주민 부부의 자녀, 같은 나라 출신 유학생 부부의 자녀 등은 다문화 배경의 가정이 아니다.
- 여전히 한국사회에서 차별 받고 있는 실정.
- 세대간, 성간, 종교간 문화의 차이를 극복하는 데는 소극적이다.
- 피부색이 아니면 쉽게 노출되지 않을 가능성이 높다.[1]

## 다문화 교육
다문화 사회는 정보화 사회, 지구촌 등으로 표현되는 21세기의 다양한 모습 중 하나이다. 수많은 인류와 물적 자원들이 국경선을 넘나들고, 또한 합쳐지며 새로운 문화를 만들어내고 있다. 한국도 마찬가지로 이러한 사회의 흐름에 따라 총인구 대비 약 4.4%의 비율을 다문화 가정이 차지하고 있다. 물론, 역사적으로 오래된 다문화 사회를 이루고 있는 유럽국가와 미국에 비하면 낮은 비율이지만, 세계 인구 대비 평균 디아스포라(Diaspora)가 2.5%인 것을 감안 했을 때, 한국은 지속적으로 다문화사회에 근접하고 있다고 볼 수 있다. 교육부의 2006년 자료에 의하면, 이미 국제결혼 가정 자녀의 17.6%가 외모 차이와 언어 미숙으로 인하여 학교 부적응을 겪고 있는 것으로 나타났다. 한국이 그동안 단일민족과 혈통을 강조했던 사회라는 점에서 다문화사회로의 변화에 대한 적절한 대응이 필요하고 그러한 대응의 하나로 대두된 것이 다문화교육이라고 할 수 있다.

### 다문화 교육의 의미
대한민국 사회에서 다문화교육이라는 용어가 부각되기 시작한 것은 2006년 하인즈 워드의 방문 이후이다. 미국에서는 1970년대부터 다문화교육이라는 용어를 사용하여 오고 있다. 다문화교육을 정의하는 것은 학자마다 조금씩 다르다. 그 중 다문화교육의 선두자격인 뱅크스(Banks)는 다문화 교육을 다음과 같이 정의하고 있다. “다문화교육은 교육 철학이자, 교육 개혁운동으로 교육기관의 구조를 바꾸어 학생들에게 평등한 교육 기회를 제공하는 것이 중요한 목표다.” 또한 여러 개념을 조합한 베넷(Bennett)은 다문화교육을 네 가지 구성요소; 평등교육, 교육과정 개혁, 다문화적 능력, 사회정의를 향한 교육으로 구분해서 “다문화교육은 평등교육을 목표로 교육과정 개혁을 통하여 주류집단과 소수집단의 모든 사람이 다문화적 능력을 배양하여 사회정의의 실현에 참여할 수 있도록 하는 교육”이라 정의하였다.
베넷의 다문화교육의 정의의 네 가지 구성요소 중 평등교육은 다문화 가정의 자녀에게 학교에 입학하는 기회를 제공하는 것과 같은 기회의 평등에 그치는 것이 아닌 각각의 아동이 가지고 있던 잠재력을 발현할 수 있도록 또는 문화적 차이에 따른 결핍이 없도록 지원해야 함을 의미하는 과정의 평등이라고 할 수 있다. 다음으로 교육과정 개혁은 다른 사람의 입장이 되어 판단할 수 있는 비판적 사고력을 키울 수 있는 내용이 교육과정에 포함되도록 하는 것이다. 다문화적 역량은 다양한 방식으로 인식하고 생각하고 평가하고 행동할 수 있는 역량을 말하는데, 자국 내 또는 국가 간에 존재하는 문화적 다양성을 이해하고 조율하는 방법을 학습하는 것이 중요하다. 마지막으로 사회정의를 향한 교육은 사회정의를 향한 교육을 통해 깨닫지 못했던 인종차별, 계급차별 등의 차별을 인식하고 적절한 대응이나 문제해결 행동으로 옮기는 것을 말한다.
다문화 교육의 지향점은 크게 다음과 같이 세가지로 구분된다.
- 사회 분열이 아닌 사회 통합을 지향하는 교육
- 민주적 가치를 전체 구성원에게 확장시키는 교육
- 소수집단이 아닌 모든 집단을 위한 교육[1]

### 다문화 교육의 대상
다문화교육의 대상을 어느 범위까지 포함시켜야 하는지에 관한 논의는 크게 두 가지 대립되는 의견으로 나뉜다.
- 주류집단으로부터 소외되거나 차별 받는 사회문화적 소수집단에 한정함
- 다문화교육의 대상을 전체구성원으로 확대해야 함. 특히 세계화에 따른 다원화가 가속화되고 있는 상황에서 이해관계의 충돌이나 대립 가능성이 높은 집단들이 동일한 사회적 공간에 병존할 가능성이 높기 때문에 사회통합과 평화적 존속을 위해 전체 구성원 대상으로 다문화 교육을 실시해야 함[1]

## 다문화교육의 문제점

### 다문화관련 정책의 도입
1980년대 후반, 소위 3D 업종이라 불리는 노동시장의 인력부족 해소를 위해 외국인 노동자들이 입국하기 시작했고, 1990년 대 후반 국제결혼이 증가하면서 결혼이주여성들이 늘어났다. 하지만 이주민에 대한 정책이 제도화된 것은 2000년대 중반에 이르러서이다. 참여정부는 소수자 차별에 많은 관심을 기울였는데, 2005년에는 시민단체, 학계, 관계부처 등의 협의를 거쳐 ‘외국인 정책 기본방향 및 추진 체계“를 논의하였고, 2006년에는 ’결혼이민자 지원 종합대책‘을 발표하였다. 2007년에는 재한외국인 처우 기본법을 통해 외국인정책위원회를 구성하여 5년 단위의 외국인 정책을 수립해야 함을 제정하였다.

### 한국 다문화교육의 문제점
국가적 차원에서 다문화에 대한 관심이 증가하고, 정책이 수립됨에 따라 다문화교육도 실시되었다. 하지만, 한국의 다문화교육은 몇 가지 문제점을 가지고 있다. 황정미는 한국 다문화교육 사례의 특징을 세 가지로 요약했다. “첫 번째 현재 한국 다문화교육의 특징은 분절성이다. 우선 다문화교육의 대상 측면에서 이주민에 대한 교육과 내국인에 대한 교육이 분리되어있으며, 이주민 내부에서도 결혼이주여성과 그 자녀라는 특정 대상에 편중되는 현상이 나타난다. 다문화교육을 수행하는 기관 측면에서는 정부 각 부처별로 기존 정책이나 기능의 연장선상에서 다문화교육 프로그램을 확대 운영하는 사례들이 많다. 이처럼 부처 간 경쟁과 중복사업이 반복되는 관행은 다문화교육 프로그램을 더욱 세분화하는 효과를 낳았다. 명목상으로는 각각의 교육 수요에 맞는 다양하고 세분화된 프로그램, ‘맟춤형’ 서비스를 이야기하지만, 결과적으로 거시적인 사회통합에 기여하는 다문화교육의 지향점에 대한 토론의 결핍을 초래하였다. 두 번째 특징은 다문화교육에서 문화의 의미에 대한 체계적인 접근이나 사회적 합의가 형성되지 못한 것이다. 다문화주의를 채택한 국가에서 다문화정책의 근간이 되는 소수자 문화공동체에 대한 집단적 권리의 인정은 한국의 이주현실에는 아직 들어맞지 않으며, 이를 지향하는 다문화교육 사례도 찾아보기 힘들다. 한국 다문화교육의 아젠다 안에서 문화권은 개인의 기본권의 연장선상에서, 사회적 소수자인 이주민 인권의 연장선상에서 사고되는 경향이 있다. 문화적 기본권 보장, 문화 향유권과 복지의 제공은 바람직한 것이지만, 문화를 이주민들의 출신국적과 결부시키는 것은 또 다른 스테레오타입, 문화민족주의적 인식을 강화할 우려가 있다. 마지막으로 이주민에 대한 관심을 보편적인 사회적 소수자 지원과 연계하는 시각이 부족하다. 다문화교육에서도 문화적 차이나 타문화 이해는 자주 언급되는 주제이지만 소수자에 대한 다수자의 편견을 주목하고 반인종주의 교육을 체계화하려는 관심을 많지 않다. 아시아 각국의 민속의상이나 음식을 경험할 수 있는 축제는 더러 있지만, 타인종 타민족에 대한 뿌리 깊은 편견과 배타적인 태도를 되돌아보고 개방적인 시민의 태도를 토론하고 함양하는 프로그램은 소수에 불과하다.”
또한 서덕희는 “다문화 정책에 대한 비판은 그것이 겉보기에 동화주의든 다원주의든 다수자의 입장에서 소수자들을 ‘도구적으로’활용하기 위한 것이었다는 점에 초점이 있다(조상식,2009; 최종렬 외, 2008; 이민경, 2009; 오경석, 2009, 심보선,2009) 가령, 결혼이주여성 및 이주 노동자들에 대한 정부의 각종 다문화 정책이 결혼이주여성과 이주노동자를 구분하고 전자에게만 각종 온정주의적 지원을 대폭 확대함으로써 전자는 시혜의 대상으로 후자는 치안의 대상으로 차별화함으로써 부계혈통 중심의 가부장제 사회를 유지하고 농촌의 공동화를 막으려는 도구적 차원임을 지적하였다(오경석, 2009; 심보선, 2009)” 라고 논문에서 지적한바 있다. 뿐만 아니라 푸코의 예를 들어 “다문화라는 담론이 주체를 형성하여, 이주민들이 그 의미조차 애매한 ‘다문화 가정’이라는 가정적 변인으로 귀결되고 그들은 그 호명의 결과 얻게 된 ‘다문화가정’자녀라는 정체성과의 전쟁을 치루어야한 다.”고 지적하였다.
이민경은 한국사회의 다문화와 다문화교육을 둘러싼 논의들의 문제점으로 대상의 편향성, 현장에서의 다문화교육에 대한 내용구성과 방향성 문제, 다문화 교육 대상 범위의 한정성을 들었다. 이는 다문화관련 논의와 정책들이 탈북자들이나 결혼이주자 여성과 그 자녀의 교육문제 등 궁극적으로 한국인으로 포함되는 대상에 관심이 집중되어있는 것과 그 교육의 내용들이 언어교육과 문화체험에 그쳐 장기적인 비전을 모색하지 못한 채 온정적, 시혜적 이벤트성이라는 것이다. 또한 그 대상이 이주민 혹은 소수자들을 대상으로 할 뿐, 정주자(다수자)를 대상으로 타자를 받아들이고 평등과 공존의 삶을 모색하는 것에 중심을 두는 교육이 부족하다고 지적하였다.

## 다문화가정 자녀 교육의 정책적 과제

### 교육주체 역량 강화
일반적으로 다문화가정 자녀 교육의 주체는 다음과 같다.
- 가정에서 부모의 역량 강화

다문화가정 부모들의 자녀교육에 관한 다양한 정보 습득의 기회 제고, 다문화가정 부모 대상 언어교육을 통해 이들의 교육지원역량 강화, 학생의 교육결과 (학업성취와 같은 지적 발달은 물론 사회적, 정서적, 신체적 발달 등)에 가정의 사회적 자본이 미치는 요인을 감안하여 학부모들 특히 한국인 아버지의 자녀에 대한 심리적 지지 역할을 강화하는 가족 단위의 정책 마련, 어릴 때부터 어머니 나라의 언어와 문화에 노출돼 어머니에 대한 긍정적 태도 형성을 돕고 세계화 시대의 인재로 양성 등이 있다.
- 학교에서 교사의 역량 강화

교사의 다문화가정 학생에 대한 관심 제고 및 이들 가정과 상호교류기회 확대 노력, 교사들의 다문화교육에 대한 부담감 해소 위한 연수 기회 확대, 다문화 교육 관련 학생상담, 교수전략 등에 관한 정보 공유 등의 방법이 있다.
- 또래집단의 강화

통계에 의하면 조사된 다문화가정 자녀들이 학교 따돌림 건 수는 예상만큼 많지 않았다. 어렸을 때부터 또래들과 자주 접촉하도록 유도하는 프로그램이 효과적이다.
- 미디어의 역할 제고

다문화 가정에 대한 선정적 보도 태도를 지양하고 균형감 회복, 성공적으로 살아가는 다문화 가정의 사례 확산 및 공유 노력, 외국의 사회경제적 현실과 문화적 전통에 대한 이해를 제고 프로그램 편성에 방영하는 등의 노력이 필요할 것이다.

- 시민단체의 교육 역량 강화

이주민의 학습권 보장을 위한 인권 보호 차원의 노력, 그리고 중고등학생의 자발적이고 활발한 학습 봉사 참여 유도 등이 있다.

- 당사자 자조모임 역량 강화

장기적으로 이주민 2세, 3세의 사회진출과 정주민들과의 공존을 위해 다양성 속의 일치라는 공생의 논리 개발 및 지속적 추진, 그리고 다문화 시민권의 이념에 입각해 이주민 가족의 경제적, 문화적, 정치적 자립 역량 강화를 위한 정책적 지원이 필요하다.

### 교육대상의 다양화 및 차별화
대상에 따라 총 세가지의 경우로 세분화된다.

1. 이주민 2세대 교육

이주민 2세대 교육은 한국 사회에 적응한 정도에 따라 다른 접근이 필요하다.
- 다른 모습, 다른 사고방식

대부분 국내 이주 기간이 짧고 한국어 구사 능력이 낮으며 피부색도 다른 경우에 속한다. 의사소통이 원활하지 못하여, 주류문화인이 막연한 두려움을 가지고 있고 이방인이라는 인식이 강하다. 이런 유형의 사람들은 이주의 목적보다 출신국 문화권 별로 분류하고 접근하는 게 바람직하다.
- 다른 외관, 비슷한 가치관

한국에 오래 거주하면서 행동양식이나 세계관이 한국인과 비슷한 경우, 혹은 한국에서 태어나거나 한국 체류기간이 긴 학생, 자신을 한국문화의 성원이라고 생각하나 다른 외관 때문에 주류문화인들이 이들을 외국인으로 여기는 경우 등이 포함되며, 다문화교육 정책의 가장 큰 혜택을 받는다. 이주민 대상의 동화주의나 문화적 박탈 패러다임보다는 주류문화 학생 대상의 문화적 차이 패러다임에 근거한 교육이 더욱 바람직하다.
- 비슷한 모습, 다른 문화

중국이나 일본 등 민족이 다른 경우와 새터민이나 입국재외동포(조선족, 고려인)과 같은 민족을 포함한다. 주류문화인은 이주민들의 외양이 비슷해 내면적으로 자신들과 같다고 생각한다. 서로 다른 문화가 조화롭게 공존하기 위해서는 한국적 다문화 교육에 따른 어느 정도의 통일이 필요하다.

- 비슷한 모습, 비슷한 문화

한국문화 구성원과 외양과 사고 방식에 있어 차이가 없지만, 다문화가정 학생으로 분류되는 경우에 속하며, 별도의 교육지원이 불필요하다.

2. 정주민 대상 교육

정주민 대상 교육은 통합적, 다원적, 성찰적, 행동적 시민상의 구축을 위한 교육을 실시한다.

3. 활동가 교육

민간단체 상근 활동가 대상 재교육이 필요하다. 이주민과 정주민을 대상으로 다문화교육을 하고자 한다면 무엇보다 담당 상근자의 전문 역량이 강화되어야 한다.

## 다문화 교육의 진정한 의미
가장 이상적이고 현실적인 다문화 교육을 위해서는 아래 두가지 현상이 균형을 이루며 발전해야 한다.
- Mainstreaming(주류화)

다문화 가정 자녀가 사회 구성원으로서 성공적으로 자리잡기 위해서는 주류 사회로의 통합이 필요하다. 현실적으로 모든 다양성이 공존하는 정책은 다수자와 소수자의 동등한 관계 형성에 어려움을 초래한다.
- 소수자의 안전한 공간 확보

무조건 적으로 mainstream 사회로의 통합을 강요하기 보다는, 그들의 “다름”을 인정해주면서, 각각 다른 차이에 맞추어 하나로 융합할 수 있는 전체적인 사회상을 꾸려나가는 것이 더 중요하다. 그러기 위해서는, 다문화가정 후원 프로그램뿐만 아니라 이주민 스스로 운영하는 단체에 대한 지원이 필요할 것이고, 사회 구성원들의 의식 전환과 다문화가정 자녀들을 위한 맞춤 식 교육이 필요할 것이다.

## 같이 보기
- 문화적 정체성
- 다문화주의